# Municipio de Boeuf (condado de Gasconade)
El municipio de Boeuf (en inglés: Boeuf Township) es un municipio ubicado en el condado de Gasconade en el estado estadounidense de Misuri. En el año 2010 tenía una población de 1087 habitantes y una densidad poblacional de 5,77 personas por km².

## Geografía
El municipio de Boeuf se encuentra ubicado en las coordenadas 38°30′33″N 91°25′53″O / 38.50917, -91.43139. Según la Oficina del Censo de los Estados Unidos, el municipio tiene una superficie total de 188.42 km², de la cual 187,74 km² corresponden a tierra firme y (0,36 %) 0,67 km² es agua.

## Demografía
Según el censo de 2010, había 1087 personas residiendo en el municipio de Boeuf. La densidad de población era de 5,77 hab./km². De los 1087 habitantes, el municipio de Boeuf estaba compuesto por el 97,88 % blancos, el 0,18 % eran afroamericanos, el 0,28 % eran amerindios, el 0,09 % eran asiáticos, el 0,46 % eran de otras razas y el 1,1 % eran de una mezcla de razas. Del total de la población el 1,01 % eran hispanos o latinos de cualquier raza.